# Фрига
Фрига или Фриг је била Одинова жена и Балдерова мајка. Она је била богиња жењења и рађања. По исландским бајкама, Фрига је покушала да спаси живот свог сина, али није успјела. Германски народи су је звали Фрија или Фреа, одакле и назив на енглеском за петак (Friday).